# كليفورد شال
كليفورد شال  (بالإنجليزية: Clifford Glenwood Shull) هو عالم فيزيائي أمريكي حاز على جائزة نوبل للفيزياء عام 1994 بالمشاركة مع الفيزيائي الكندي برترام بروكهاوس عن تطويرهما لطرق التحليل الطيفي النيوتروني neutron spectroscopy واستخدام حيود النيوترونات neutron diffraction لدراسة المادة .
ولد كليفورد شال في 23 سبتمبر 1915 بمدينة بتسبرج بولاية بنسلفانيا، وتوفي في 31 مارس 2001. درس شال في معهد كارنجي للتكنولوجيا، وحصل على الدكتوراه في الفيزياء من جامعة نيويورك . اشتغل أثناء الحرب العالمية الثانية بالمعمل الوطني أوكريدج في مجال الفيزياء النووية ، ثم عمل أستاذا جامعيا حتى إحالته على المعاش عام 1986.

## روابط خارجية
- كليفورد شال على موقع الموسوعة البريطانية (الإنجليزية)
- كليفورد شال على موقع مونزينجر (الألمانية)
- كليفورد شال على موقع إن إن دي بي (الإنجليزية)